# Метаморфозы (фильм, 2007)
«Метаморфозы» (англ. Metamorphosis) — фильм ужасов, поставленный венгерским режиссёром Енё Ходи по известному сюжету о потомках кровавой графини Эржебет Батори. Молва приписывала ей вампиризм, историки считают её самой кровавой убийцей в истории Европы, которая убила 650 человек и вошла в «Книгу рекордов Гиннесса».

## Сюжет

### Пролог
1610 год. Малые Карпаты. Граф Дьёрдь Турзо с вооружённым отрядом врывается в Чахтицкий замок, принадлежащей графине Батори, про которую ходят слухи, что она вампирша, убивающая служанок. Свидетелем жестокой расправы становится юная дочь графини — Елизавета. Турзо приказывает заточить кровавую вампиршу-мать в башню, а дочь увозит. Графиня проклинает Турзо и его потомков.
Наши дни, США. Во время похорон эмигранта-венгра на кладбище врывается брат усопшего Константин (К. Ламберт), бесцеремонно прерывая священника, требует прекратить отпевание. Он должен забрать тело покойного и похоронить его на родине — в Восточной Европе. Но группа провожающих покойного на тот свет решает по-другому. Один из мужчин достаёт осиновый кол и вколачивает его в сердце мертвеца.

### Путешествие в монастырь Батори
Наши дни, Восточная Европа. Три американских студента: девушка Ким, её дружок Джей-Джей по наущению дипломника Кейта вместо каникул в Лас-Вегасе отправляются в Европу, чтобы собственными глазами посмотреть на места похождений легендарной вампирши, графини Батори. Правда Кейт с сочувствием относится к судьбе графини.
Заблудившись студенты попадают на кладбище, где пятью секундами ранее кто-то напал на машину Константина, прибывшего в Карпаты. Троица встречает красивую девушку в белом одеянии, представившуюся Элизабет. Она соглашается показать дорогу в монастырь Батори. Настоятель в переписке с Кейтом обещал предоставить там ночлег и рассказать о графине. Когда же они приезжают в обитель, выясняется что священник проводит отпевание своего коллеги — отца Алексиса. Тот погиб, проводя экскурсию с туристами в замке Батори.
Ночь гости проводят в монастыре, у Элизабет и Кейта вспыхивают чувства и они занимаются сексом. Уснувший Кейт едва не становится жертвой страсти своей новой партнёрши, оказавшейся вампиршей: в последнюю секунду Элизабет не пускает в ход клыки.
Поутру, несмотря на просьбы Кейта и его приятелей, настоятель не соглашается провести экскурсию в замке. Снова на выручку американцам приходит новая знакомая. Правда в монастыре ребята теряют ключи от своей новенькой БМВ, и им приходится взять напрокат видавший виды внедорожник похожий на советский УАЗик. Элизабет сопровождает их к месту назначения. Не справившись с управлением ребята попадают в аварию, машина разбивается в пропасти, американцы чудом умудряются выпрыгнуть из джипа на крутом каменном склоне.

### В гнезде вампиров
Кое-как оправившись, они продолжают свой путь в замок. Неподалёку от замка они встречают парочку туристов: Игоря и его спутницу, которые вместе со священником и монахиней направляются туда же. Элизабет таинственно исчезает, оставив надпись помадой на зеркале «Ищи дорогу к белому свету». В священнике Джей Джей узнаёт покойного брата Алексиса, накануне похороненного в монастыре. Это немного смущает студента.
Наконец они попадают в замок, где располагаются на ночь. Неверящий в вампиров Игорь проникает в склеп, где его с приятельницей ждёт Константин. Он играет с парочкой в кошки-мышки, поучая их, как можно убить вампира. Но арбалет в руках Игоря оказывается никудышным оружием, и тот со словами на ломаном русском языке: «Прощай, товарищ!» попадает в тело вампира, но не причиняет ему никакого вреда. Вампир настигает девушку, а затем убивает и Игоря. Следующей жертвой должны стать американские туристы. Погибают Джей-Джей и Ким, похожая участь ждёт и Кейта. Появление Элизабет, которая спешит на помощь Кейту, бодрит вурдалака и он начинает схватку с ней. Выясняется, что Константин — потомок графа Турзо, а Элизабет дочь графини Батори. В дуэли побеждает герой Ламберта, который настиг желанную шею Элизабет. Но Кейт избегает смерти лишь благодаря вовремя схваченному деревянному копью, которое он снайперским ударом загоняет прямо в сердце кровопийце, чересчур увлёкшемуся Элизабет. После этого Элизабет кусает Кейта, на них снисходит призрачный свет, и оба якобы умирают.

### Эпилог
Кейт очнулся на склоне ущелья, куда упал незадолго до событий в замке их автомобиль. Оказывается, что все сцены в замке были следствием глубокой комы, в которой он находился после катастрофы. Элизабет, прибывшая к нему из другого измерения, поведает, что все эти 4 минуты комы, которые для него прошли как долгие часы ужаса, были временем прохождения Кейтом чистилища. Его спутники погибли, и он остался один. Оказывается, чтобы спасти ему жизнь и навсегда не расставаться с ним, Элизабет угостила дружка гостеприимным укусом. Стоя возле могилки друзей, Элизабет читает Кейту лекцию о «Встречно-параллельных мирах и возможности межпростанственных путешествий». Вдруг мимо, по роковому стечению обстоятельств, проезжает охотник на вампиров (тот самый, который в начале фильма пронзил сердце брата Константина осиновым колом), в чью машину и садятся влюблённые. Таким образом, финал фильма остаётся открытым: выживут ли Элизабет и Кейт, или охотник окажется проворнее?…

## В ролях
| Актёр             | Роль            |
| ----------------- | --------------- |
| Кристофер Ламберт | Константин      |
| Кори Севьер       | Кейт            |
| Ирена Хоффман     | Елизавета       |
| Дженнифер Хайэм   | Ким             |
| Чарли Холуэй      | Джей Джей       |
| Андраш Керн       | отец Алексис    |
| Флорентина Ламе   | Сабина          |
| Золии Гангста     | Игорь           |
| Аня Крус          | сестра Катерина |
| Габор Конц        | граф Турзо      |

## Интересные факты
- В России фильм выпущен на лицензионном DVD (5 зона DVD) компанией «Twister»
- В соответствии с Системой возрастной классификации кинопоказа в России фильм имеет ограничения: «Фильм разрешён для показа зрителям, достигшим 18 лет»

- Различные вариации сюжетов на тему реальной истории графини Елизаветы Батори, в которых фигура графини интерпретирована, как вампир, неоднократно экранизировались в кино, например: «Графиня Дракула» (англ. Countess Dracula) 1971, и «Дочери Тьмы» (англ. Daughters of Darkness), 1971.